# Священко, Юрий Григорьевич
Ю́рий Григо́рьевич Свяще́нко (1920—1945) — советский офицер-танкист, Герой Советского Союза (1945, посмертно).
Участник Великой Отечественной войны с первых её дней. Воевал на Юго-Западном фронте, в боях под Орлом, Мценском и Москвой (1941), на Курской дуге (1943), принимал участие в освобождении Украины (1943—1944). Участник боёв на территории Польши при форсировании реки Висла, на Сандомирском, Магнушевском и Пулавском плацдармах. Проявил мужество и героизм во время рейда по тылам противника, участвовал в освобождении населённых пунктов Александрув-Лудзки, Кшевеница, Нове-Място (Польша) и в захвате переправы через реку Варта в районе города Унеюв.

## Биография
Родился в декабре 1920 года в деревне Мозули (по другим данным — в деревне Жугряево) ныне Красногородский район Псковской области. Русский. Окончил 7 классов школы и курсы трактористов. Работал на МТС.
В РККА с 1939 года. Участник Великой Отечественной войны с первых её дней. Командир танка 34-й танковой дивизии 8-го механизированного корпуса сержант Ю. Г. Священко воевал на Юго-Западном фронте. В августе 1941 года танковая дивизия была разгромлена и расформирована. Личный состав был эвакуирован и передан во вновь создаваемые танковые бригады. Сержант Ю. Г. Священко был направлен в 4-ю танковую бригаду.
В составе 4-й танковой бригады (позднее — 1-й гвардейской) участвовал в боях под Орлом, Мценском и Москвой (1941).
В 1943 году окончил Орловское танковое училище, направлен командиром танковой роты в 1-ю гвардейскую танковую бригаду.
Воевал на Курской дуге (1943), принимал участие в освобождении Украины (1943—1944). Участник боёв на территории Польши при форсировании реки Висла, на Сандомирском, Магнушевском и Пулавском плацдармах. Воевал на одной из боевых машин танковой колонны «Шамиль», средства на создание которой в 1942 году были собраны жителями Дагестанской АССР.
В марте 1944 года 1-я танковая бригада вышла к Днестру. Передовой отряд бригады, в состав которого входил и танковый взвод Ю. Г. Священко, ворвался на железнодорожную станцию Коломыя и разгромил немецкий гарнизон. Советские танкисты захватили большие трофеи, в том числе 13 поездов с грузами, 400 автомашин и склады военного имущества. За проявленное мужество и отвагу при форсировании реки Вислы в районе Сандомира и удержание плацдарма на её левом берегу командир танкового взвода младший лейтенант Ю. Г. Священко был награждён орденом Отечественной войны II степени.
16 января 1945 года гвардии лейтенант Ю. Г. Священко получил боевое задание прорваться в тыл противника, к исходу дня 18 января занять город Унеюв и овладеть переправой через реку Варта в районе города.
Совершив трёхдневный 340-километровый рейд по тылам противника, 19 января 1945 года гвардии лейтенант Ю. Г. Священко со своей ротой вышел в район города Унеюв. Внезапно овладев переправой через реку Варту, удержал её до прихода основных сил корпуса. Противник стремился взорвать переправу и задержать наступление советских частей, выставил заслон из 6 самоходных орудий, 2 артиллерийских батарей и до батальона пехоты. Ю. Г. Священко вступил в бой с превосходящими силами противника, отвлекая весь огонь на свой танк. В ожесточённом бою он лично сжёг 4 самоходных орудия, смял гусеницами танка батарею из трёх орудий и уничтожил 35 немецких солдат и офицеров. В этом бою гвардии лейтенант Ю. Г. Священко погиб.
Указом Президиума Верховного Совета СССР от 31 мая 1945 года за мужество и героизм, проявленные во время рейда по тылам противника, участие во взятии населённых пунктов Александрув-Лудзки, Кшевеница, Нове-Място (Польша) и захват переправы через реку Варта в районе города Унеюв Юрию Григорьевичу Священко посмертно присвоено звание Героя Советского Союза.
Похоронен на воинском кладбище в городе Унеюв.

## Награды и звания
- Герой Советского Союза (31 мая 1945, посмертно);
- орден Ленина (31 мая 1945, посмертно);
- орден Красного Знамени;
- орден Отечественной войны II степени;
- медаль «За отвагу»;
- медаль «За боевые заслуги».

## Память
Именем Ю. Г. Священко названы улицы на его родине в селе Покровское и районном центре Красногородск Псковской области.
В 2000 году на Аллее Героев в Красногородске установлен бюст Ю. Г. Священко работы скульптора А. Ф. Маначинского.
В 1963 году в центре деревни Мозули Красногородского района установлен памятный знак — бетонная плита с надписью: «Герой Советского Союза Юрий Священко. 1920—1945».